# Seznam manželek brazilských panovníků
Manželky vládnoucích brazilských panovníků byly ženy, které užívaly tituly brazilské královny nebo brazilské císařovny od založení Spojeného království Portugalska, Brazílie a Algarves v roce 1815 do zrušení Brazilského císařství v roce 1889. Brazílie měla vládnoucí královnu, ale v době její vlády byla již ovdovělá, a proto nikdy oficiálně neexistoval manžel brazilské panovnice.

## Královna manželkaSpojeného království Portugalska, Brazílie a Algarves

### Braganzové, 1815–1822
| Portrét | Jméno                     | Otec                           | Narození       | Svatba         | Královnou od    | Královnou do                                                               | Úmrtí         | Manžel  |
| ------- | ------------------------- | ------------------------------ | -------------- | -------------- | --------------- | -------------------------------------------------------------------------- | ------------- | ------- |
|         | Šarlota Jáchyma Španělská | Karel IV. Španělský (Bourboni) | 25. duben 1775 | 8. květen 1785 | 20. březen 1816 | 7. září 1822 Brazílie vyhlásila nezávislost na zbytku Spojeného království | 7. leden 1830 | Jan VI. |

## Císařovny manželkyBrazilského císařství

### Braganzové, 1822–1889
| Portrét | Jméno                              | Otec                                                            | Narození          | Svatba           | Císařovnou od   | Císařovnou do                    | Úmrtí             | Manžel   |
| ------- | ---------------------------------- | --------------------------------------------------------------- | ----------------- | ---------------- | --------------- | -------------------------------- | ----------------- | -------- |
|         | Marie Leopoldina Rakouská          | František II., císař Svaté říše římské (Habsbursko-Lotrinští)   | 22. leden 1797    | 6. listopad 1817 | 12. říjen 1822  | 11. prosinec 1826                | 11. prosinec 1826 | Petr I.  |
|         | Amélie de Beauharnais              | Evžen de Beauharnais, vévoda z Leuchtenberku (Beauharnaisové)   | 31. červenec 1812 | 2. srpen 1829    | 2. srpen 1829   | 7. duben 1831 manželova abdikace | 26. leden 1873    | Petr I.  |
|         | Tereza Kristýna Neapolsko-Sicilská | František I. Neapolsko-Sicilský (Bourbonsko-Neapolsko-Sicilští) | 14. březen 1822   | 30. květen 1842  | 30. květen 1842 | 15. listoapd 1889 manželův exil  | 28. prosinec 1889 | Petr II. |

## Související seznamy
- Princezna Brazílie
- Seznam brazilských panovníků
- Seznam portugalských královen